# Auerodendron cubense
Auerodendron cubense är en brakvedsväxtart som först beskrevs av Britt. och Wils., och fick sitt nu gällande namn av Ignatz Urban. Auerodendron cubense ingår i släktet Auerodendron och familjen brakvedsväxter.

## Underarter
Arten delas in i följande underarter:
- A. c. maisiana
- A. c. morroensis